# Ивлин
Ивлин (фр. Yvelines) департман је у северној Француској. Припада региону Париски регион, а главни град департмана (префектура) је Версај. Департман Ивлин је означен редним бројем 78. Његова површина износи 2.284 км². По подацима из 2010. године у департману Ивлин је живело 1.408.765 становника, а густина насељености је износила 617 становника по км².
Овај департман је административно подељен на:
- 4 округа
- 39 кантона и
- 262 општина.

## Демографија
| 2011.     |
| --------- |
| 1.413.635 |